# Helga Picht
Helga Picht (* 4. Januar 1934 in Schwedt/Oder) ist eine deutsche Koreanistin. Sie hatte den ersten deutschen Lehrstuhl für Koreanistik inne, leitete bis 1992 das Institut für Koreanistik an der Humboldt-Universität in Berlin und war die einflussreichste Koreanistin der Deutschen Demokratischen Republik.

## Biografie
Helga Picht ist die Tochter von Willi Schult und Hedwig Schult (geb. Wenzel). Sie besuchte das Hohenzollern-Gymnasium in Schwedt, wo sie 1952 das Abitur ablegte, ihre besten Noten hatte sie in Englisch, Russisch und Latein.
Picht studierte an der Humboldt-Universität in Berlin Sinologie u. a. bei Eduard Erkes und wählte als zweite ostasiatische Sprache neben Chinesisch Koreanisch, das sie u. a. bei Heinrich Juncker lernte. Von 1955 bis 1956 machte sie ein Praktikum an der Botschaft der DDR in Pjöngjang. Nach ihrer Rückkehr nach Berlin lernte sie weiter Koreanisch bei Ch’oe Chonghu, Japanisch bei Herbert Zachert sowie klassisches Chinesisch, Russisch, deutsche Literatur, Rechtswissenschaft und Völkerrecht. Ab 1956 unterrichtete sie Koreanisch und ab Dezember 1957 begleitete sie Delegationen aus Nordkorea. 1959 legte sie als erste Deutsche ein Diplom in Koreanistik und Japanologie ab.
Sie bekam eine Stelle als Forschungsassistentin bei Juncker und arbeitete zur modernen koreanischen Literatur. Von 1960 bis 1961 studierte sie an der Kim-Il-sung-Universität in Pjöngjang u. a. koreanische Literatur bei An Hamgwang. Ab 1962 arbeitete sie als Dolmetscherin für Koreanisch. 1968 bis 1970 arbeitete sie als Kultur- und Wissenschaftsattaché an der Botschaft der DDR in Pjöngjang. Dort und später in Berlin verfasste sie zahlreiche (z. T. interne) Berichte und Analysen über die Ideologie der koreanischen Partei- und Staatsführung, die Entwicklung der Gesellschaftswissenschaften in Nordkorea. Sie dolmetschte bei Staatsbesuchen u. a. für Erich Honecker und Kim Il Sung.
1974 promovierte Picht mit einer Arbeit über Fragen der Geschichte der Partei der Arbeit Koreas, 1978 habilitierte sie mit einer Arbeit über Marxismus-Leninismus in Korea.
1980 übernahm Picht von Reta Rentner die Leitung der Korea-Abteilung an der Humboldt-Universität. 
1986 wurde Picht die erste ordentliche Professorin für Koreanistik in Deutschland (DDR und BRD).
Nach der Deutschen Wiedervereinigung wurde Picht nach eigenen Angaben als „Vertreterin von DDR-Interessen“ angefeindet und ging 1992 in Rente. Bis 1996 unterrichtete sie weiterhin als Gastprofessorin und konzentrierte sich vor allem auf Übersetzungen moderner koreanischer Literatur ins Deutsche.
Von 1990 bis 2000 war Picht stellvertretende Vorsitzende der International Society for Korean Studies (국제고려학회) mit Sitz in Osaka.

## Artikel und Beiträge
- Song Jŏng über sein Anliegen als Schriftsteller. In: Wissenschaftliche Zeitschrift der Humboldt-Universität zu Berlin: Mathematisch-naturwissenschaftliche Reihe, Bd. 14 (1956), S. 439–441.
- Die Politik der Partei der Arbeit Koreas zur Entwicklung der materiell-technischen und gesellschaftlichen Basis des Sozialismus. In: Asien, Afrika, Lateinamerika 5 (1976), S. 692–701.
- Zur Bedeutung der Oktoberrevolution für die Verbreitung des Marxismus-Leninismus in Ostasien. In: Horst Bartel (Hrsg.): Die Große Sozialistische Oktoberrevolution und der revolutionäre Weltprozess.  Akademie, Berlin 1978.
- Zur Entstehung der modernen koreanischen Literatur. In: Wissenschaftliche Zeitschrift der Humboldt-Universität zu Berlin. Gesellschafts- und Sprachwissenschaftliche Reihe, 21 (1972), S. 267–275.
- Asien. Wege zu Marx und Lenin. Dietz, Berlin 1984.
- Moderne koreanische Literatur in China. Neuland koreanistischer Forschung. In: Albrecht Huwe (Hrsg.): Brücken schlagen. Festschrift für Hanbiol Kih-Seong Kuh. Sin’gu, Seoul 1992, S. 173–182.
- Das Trauma des Korea-Kriegs. Im Vergleich: „Land“ (2) von Li Ki-yong und „Markt und Krieg“ von Pak Kyongni. In: KoreaForum, Bd. 11, Nr. 2 (2001), S. 39–41.
- Rückbesinnung auf die eigenen Kräfte. Das nationale Kulturschaffen. In: Christoph Moeskes (Hrsg.): Nordkorea. Einblicke in ein rätselhaftes Land. Ch. Links, Berlin 2004.
- Am Ende der Zeit. Pendragon, Bielefeld 1999.

### Übersetzungen
- Pak Wanso: Das Familienregister. Volk & Welt, Berlin 1994.
- Jun Tschongmo: Meine Mutter war eine „Korea-Nutte“. KiRo, Schönermark 1995.
- Pak Kyongni: Markt und Krieg. Secolo, Osnabrück 2002.
- Pak Kyongni: Land. Eine koreanische Familiensaga. 4 Bände. Secolo, Osnabrück 2000–2014.